# Spelling bee

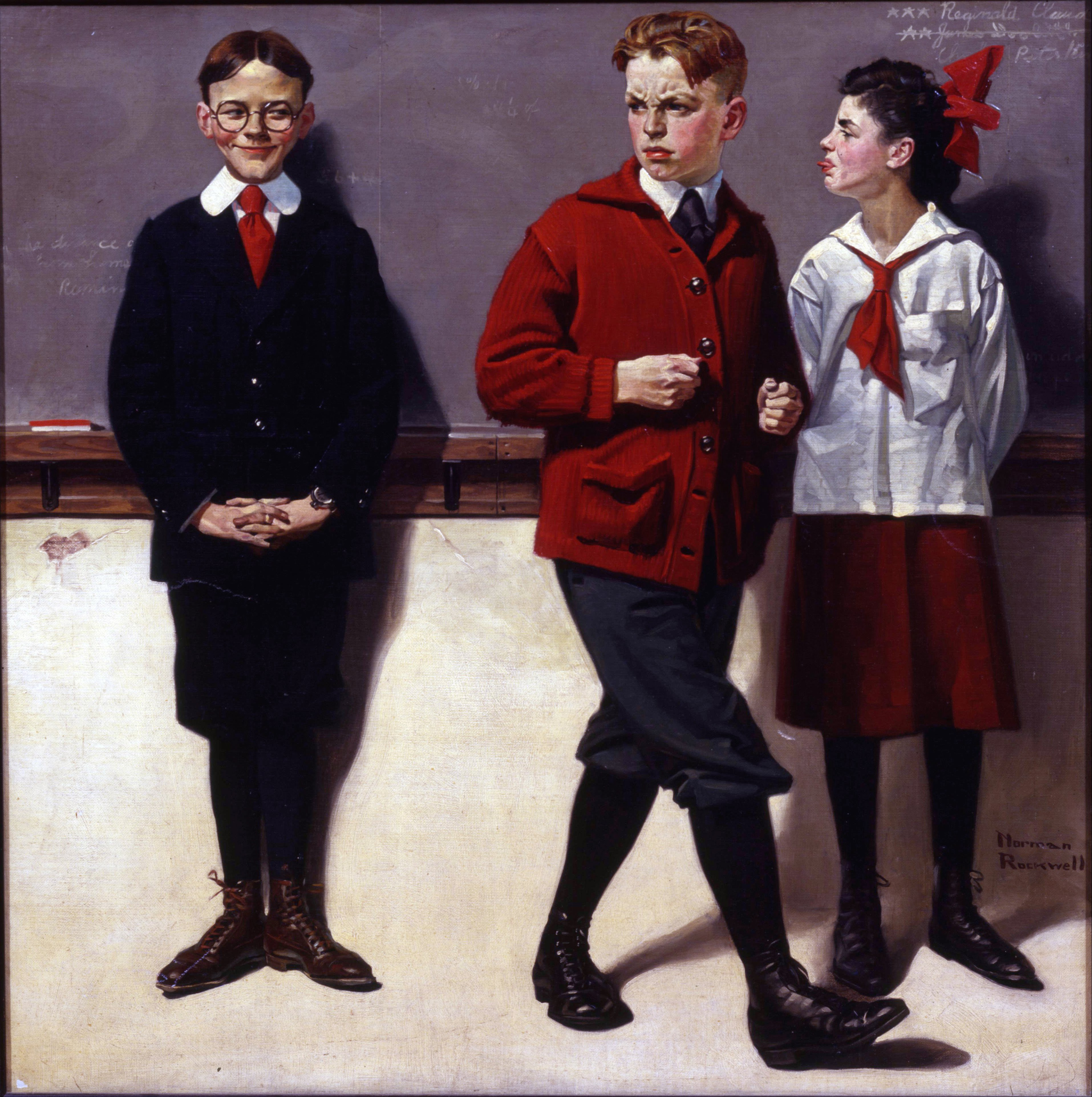
Норман Роквелл. «Кузен Реджинальд произносит „Пелопоннес“», (1918)

Spelling bee (англ. spell — произносить по буквам + bee (истор.) — собрание) — конкурс, в котором участники должны произнести слово по буквам, воспроизведя его письменную, словарную форму; обычно задания в spelling bee даются участникам последовательно по возрастанию сложности. Конкурсы такого рода впервые появились в Соединённых Штатах Америки и характерны для англоязычных стран, а вне их — в контексте изучения английского языка.
По сравнению со многими другими языками мира английский обладает трудной для освоения и зачастую непоследовательной орфографией — относительно небольшое количество фонем передаётся огромным количеством возможных графем, многие написания сложились исторически и не соответствуют произношению, поэтому даже для носителей языка зачастую непросто воспроизвести письменную форму воспринятого на слух слова, не зная её заранее. Конкурсы spelling bee рассматриваются как имеющие образовательную ценность — подготовка и участие в них способствуют повышению грамотности школьников и расширению их словарного запаса.

## Этимология
Историческое значение английского слова bee (совр. «пчела») было «собрание, где проводится специфическое действие». Этимология слова до конца не ясна, но скорее всего, оно произошло от древнеанглийского слова bēn (молитва).

## История
Первый национальный конкурс в США, учреждённый луисвиллской газетой The Courier-Journal, появился в США в 1925 году, . В 1941 году конгломерат Scripps Howard News Service заключил спонсорство и переименовал конкурс в Scripps Howard National Spelling Bee (затем название сократили до Scripps National Spelling Bee).
В США spelling bees проходят ежегодно, начиная с местных конкурсов и заканчивая национальным, в котором победитель награждается денежным призом. Национальный конкурс спонсируется англоязычными периодическими изданиями и образовательными фондами.

## Правила участия для школьников
Учащиеся по spelling bee обычно начинают соревнования в начальной или средней школе. Участники соревнуются между классами на разных уровнях сложности. Победителя выбирают по количеству баллов. Далее выбирается один ученик — участник, который будет представлять свою школу на районных, государственных и национальных соревнованиях.
В Индии spelling bee проводится для всех учащихся средних школ Индии по всей стране.
В Уганде spelling bee начинается в классе тогда, когда учитель вводит новые слова во время обычных уроков. Далее все дети соревнуются друг с другом, чтобы определить победителей и собрать школьную команду. Школьная команда обычно состоит из трёх учеников для категории английского языка и одного ученика для местного языка. Победители школьного spelling bee будут соревноваться в районном и областном конкурсах.
Телеигра «Spelling Bee» — первая в мире передача подобного формата, вышедшая в Великобритании в 1937 году и транслировавшаяся по радио и телевидению.